# 第34回主要国首脳会議

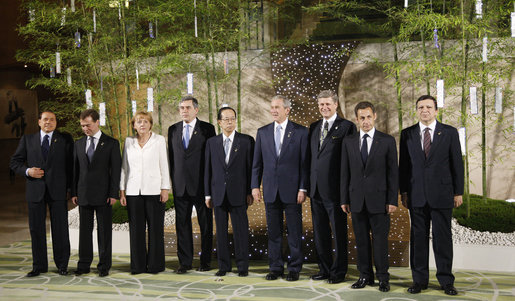
出席首脳の集合写真

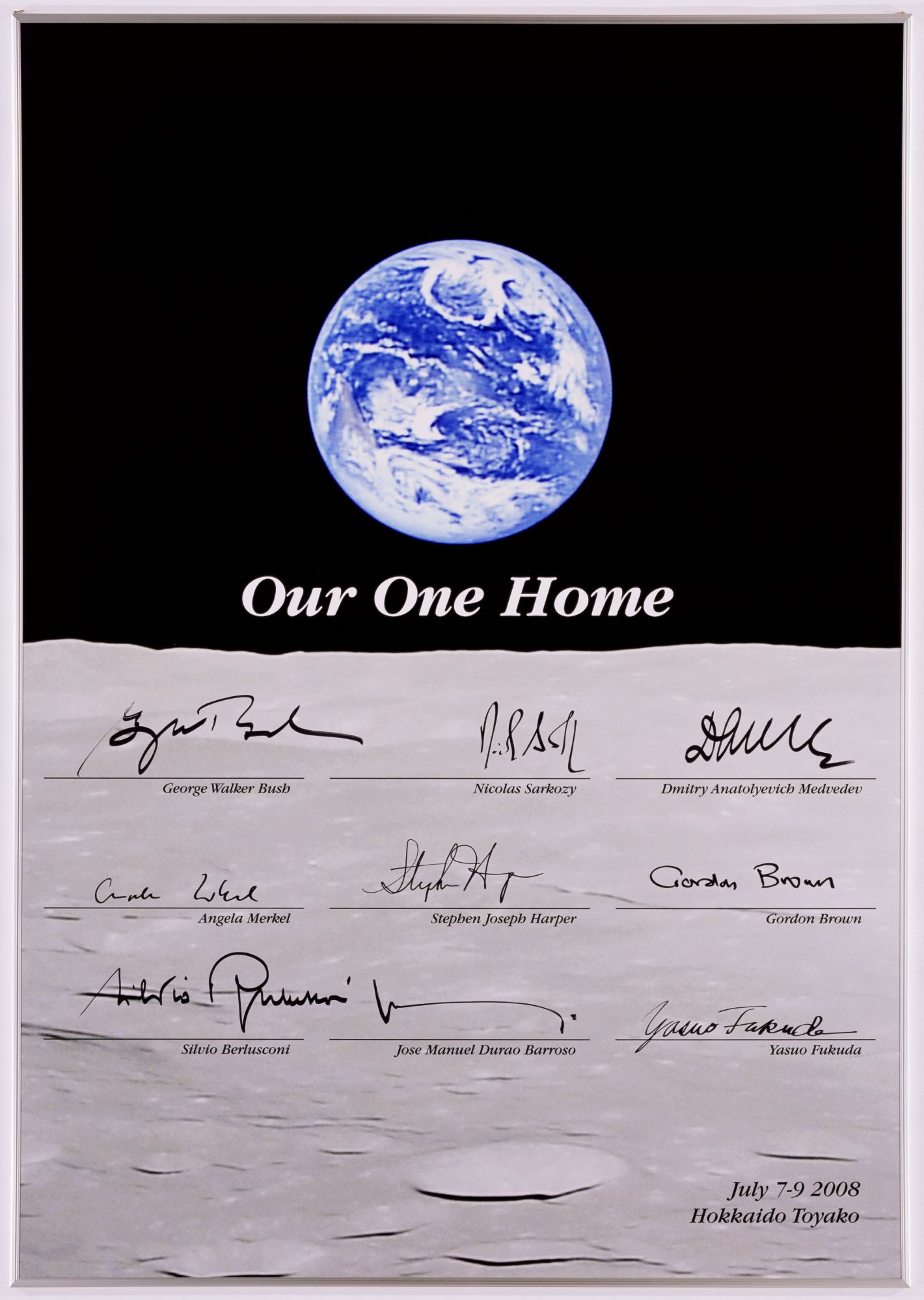
出席首脳の署名（広報パネル）

第34回主要国首脳会議（だい34かいしゅようこくしゅのうかいぎ、英：34th G8 Summit）は、2008年7月7日から7月9日まで日本の北海道虻田郡洞爺湖町のザ・ウィンザーホテル洞爺リゾート&スパを会場にして行われた主要国首脳会議。通称は北海道洞爺湖サミット（ほっかいどうとうやこサミット）。
本項目では当サミットの誘致合戦を行っていた日本国内各都市のうち一部で開催された閣僚会合についても記述する。
憲法の規定により翌2009年1月20日で任期満了を迎え、退任が決まっていたアメリカのジョージ・W・ブッシュ大統領にとっては最後のサミットとなった。

## 北海道の負担
2005年における北海道庁の試算では、警備費のみで約30億、全体では約70 - 80億円となった。開催当時の費用負担である。

## 出席首脳
出席首脳の一覧
- 福田康夫（議長・日本国内閣総理大臣）
- ニコラ・サルコジ（フランス共和国大統領）
- ジョージ・W・ブッシュ（アメリカ合衆国大統領）
- ゴードン・ブラウン（イギリス首相）
- アンゲラ・メルケル（ドイツ連邦首相）
- シルヴィオ・ベルルスコーニ（イタリア共和国首相）
- スティーヴン・ハーパー（カナダ首相）
- ドミートリー・メドヴェージェフ（ロシア連邦大統領）
- ジョゼ・マヌエル・ドゥラン・バローゾ（欧州委員会委員長）

## 関連会合
北海道の他に開催地誘致の意思を表明していた府県市は下記の通り。
- 新潟市・横浜市 - 「開港都市サミット」[2]
- 京都府・大阪府・兵庫県 - 「関西サミット」
- 岡山県・香川県 - 「瀬戸内サミット」

首脳会合開催場所が決定した後、誘致表明都市を含む国内各都市において関連する閣僚会合等をそれぞれ開催することとなった。

### 関連会合一覧
すべて2008年開催。
- 外務大臣会合 - 京都市 会期：6月26日 - 27日 会場：京都迎賓館
- 財務大臣会合 - 大阪市 会期：6月13日 - 14日 主会場：大阪府立国際会議場（グランキューブ大阪）
- 開発大臣会合 - 東京都 会期：4月5日 - 6日 会場：外務省三田共用会議所
- 労働大臣会合 - 新潟市 会期：5月11日 - 13日 会場：朱鷺メッセ（新潟コンベンションセンター）
- 環境大臣会合 - 神戸市 会期：5月24日 - 26日 会場：神戸ポートピアホテル
- エネルギー大臣会合 - 青森県青森市 会期：6月7日 - 8日 会場：ホテル青森
- 司法・内務大臣会議 - 東京都 会期：6月11日 - 13日 会場：ウェスティンホテル東京
- 科学技術大臣会合 - 沖縄県名護市 会期：6月15日 会場：万国津梁館

このほか、「気候変動・クリーンエネルギー及び持続可能な開発に関する閣僚級対話」（G20対話）が千葉県千葉市（3月14日 - 16日、主会場：幕張メッセ）で、サミットに先立って開催されるアフリカ開発会議（TICAD）が横浜市（5月28日 - 30日、主会場：パシフィコ横浜）でそれぞれ開催された。
一方、岡山県・香川県の両県においても閣僚会合が開催できるか検討したものの、開催されなかった。